# Panorama Plaza
Panorama Plaza — жилой высотный комплекс в Риге, в районе Плескодале. По проекту комплекс должен состоять из четырёх башен, а также офисных и торговых центров. Проектная высота двух более высоких корпусов — 114 метров, а двух других — 99 метров (соответственно 32 и 27 этажей). К 2008 году два корпуса были сданы, а строительство двух других приостановлено по экономическим причинам. Сооружение недостроенной части комплекса возобновилось в октябре 2021 года. В 2023 году завершены строительные работы на третьем корпусе. По состоянию на май 2024 года, третий корпус готовится к сдаче, строительство четвёртого доведено до 2-го этажа и приостановлено.

## Технические характеристики
| Panorama Plaza     |        |       |            |                       |
| Название           | Высота | Этажи | Год        | Статус                |
| Panorama Plaza I   | 99     | 27    | 2004—2006  | Завершён              |
| Panorama Plaza II  | 114    | 32    | 2005—2007  | Завершён              |
| Panorama Plaza III | 114    | 32    | 2007—2024  | Завершён              |
| Panorama Plaza IV  | 99     | 27    | 2008—н. в. | Ведётся строительство |